# Krzysztof Góźdź
Krzysztof Góźdź (ur. 30 marca 1955 w Lubartowie) – polski duchowny katolicki archidiecezji lubelskiej, profesor nauk teologicznych, dogmatyk, nauczyciel akademicki Wydziału Teologii Katolickiego Uniwersytetu Lubelskiego Jana Pawła II, członek Międzynarodowej Komisji Teologicznej, kapelan honorowy Ojca Świętego, kanonik honorowy Kapituły Lubelskiej. Specjalizuje się w antropologii teologicznej, historii zbawienia, historiologii i teologii dogmatycznej.

## Życiorys
W 1980 ukończył studia filozoficzno-teologiczne na Wydziale Teologii Katolickiego Uniwersytetu Lubelskiego, gdzie uzyskał magisterium. 15 czerwca 1980 w katedrze lubelskiej otrzymał święcenia kapłańskie z rąk bp. Bolesława Pylaka. W latach 1981–1987 studiował w Katolickim Uniwersytecie w Eichstätt i Uniwersytecie Ludwika i Maksymiliana w Monachium, gdzie w 1986 obronił doktorat (tytuł rozprawy:Jesus Christus als Sinn der Geschichte bei Wolfhart Pannenberg). W latach 1987–1989 studiował w Pontificia Facoltà Teologica „Marianum" w Rzymie. W 1996 na Katolickim Uniwersytecie Lubelskim uzyskał habilitację. Tytuł naukowy profesora nauk teologicznych otrzymał w 2007 na podstawie dorobku i tzw. książki profesorskiej: Teologia człowieka. Z najnowszej antropologii niemieckiej. Za napisanie tej książki otrzymał nagrodę „Premium Scientiarum Lublinense 2006”, zwaną lubelskim Noblem, przyznawaną przez Lubelskie Towarzystwo Naukowe.
Od 1997 kierownik Katedry Historii Dogmatów i Teologii Historycznej na Wydziale Teologii KUL. W latach 1997–2008 był Dyrektorem Instytutu Teologii Dogmatycznej KUL, a w latach 1999–2005 prodziekanem Wydziału Teologii KUL. W latach 1999–2002 był dyrektorem Centrum Dialogu Katolicko-Żydowskiego w Lublinie. Od 1999 do 2002 był ekspertem zespołu oceniającego postępowanie akredytacyjne Uniwersyteckiej Komisji Akredytacyjnej, w latach 2000–2003 przewodniczącym Sekcji Teologii Komitetu Badań Naukowych a w latach 1997–2002 redaktorem naczelnym Roczników Teologicznych z. 2: Dogmatyka. Od 2005 członek Towarzystwa Teologów Dogmatyków – w latach 2005–2011 jego prezes oraz redaktor naczelny nowej serii „Teologia w Polsce”. Od 2007 jest członkiem Komitetu Nauk Teologicznych Polskiej Akademii Nauk (w latach 2011–2014 jako wiceprzewodniczący), od 2009 członkiem Rady Naukowej Encyklopedii katolickiej KUL, od 2010 konsultorem Komisji Nauki Wiary przy Konferencji Episkopatu Polski, od 2011 członkiem Centralnej Komisji do Spraw Stopni i Tytułów. W 2016 został ponownie wybrany do tego gremium na kadencję 2017–2020. W 2019 został członkiem Prezydium Rady Doskonałości Naukowej I kadencji.
Jest redaktorem serii wydawniczej „Credo" (Wydawnictwo KUL) oraz redaktorem edycji polskiej Opera Omnia Josepha Ratzingera wydawanych przez KUL. W maju 2013 otrzymał list od Benedykta XVI, w którym emerytowany papież dziękuje za wydawanie polskiej edycji Opera Omnia Josepha Ratzingera.
23 września 2014 papież Franciszek mianował go członkiem Międzynarodowej Komisji Teologicznej.
Odznaczony Złotym Krzyżem Zasługi (2004) oraz Krzyżem Kawalerskim Orderu Odrodzenia Polski za wybitne zasługi w pracy naukowo-badawczej i dydaktycznej oraz za popularyzowanie polskiej myśli naukowej na świecie (2021).

## Członkostwo w organizacjach
- Międzynarodowa Komisja Teologiczna
- Komitet Nauk Teologicznych PAN
- Lubelskie Towarzystwo Naukowe
- Towarzystwo Naukowe Katolickiego Uniwersytetu Lubelskiego Jana Pawła II
- Centralna Komisja do Spraw Stopni i Tytułów
- Rada Doskonałości Naukowej

## Wybrane publikacje
- Teologia historii zbawienia według Oscara Cullmanna (rozprawa habilitacyjna, 1996)
- Teologia człowieka. Z najnowszej antropologii niemieckiej (2006)
- Jezus. Twórca i Spełniciel naszej wiary (2009)
- Kościół zbawienia (2010)
- Droga ku człowiekowi (2011)
- Logos i Miłość. Teologia Josepha Ratzingera – Benedykta XVI (2018)
- Teologia spełnieniem myśli ludzkiej (2019)